# Come Back and Stay
Come Back and Stay è un singolo del cantante britannico Paul Young, pubblicato il 2 settembre 1983 ed estratto dal primo album in studio No Parlez.

## Classifiche

### Classifiche settimanali
| Classifica (1983/84) | Posizione massima |
| -------------------- | ----------------- |
| Australia            | 18                |
| Austria              | 3                 |
| Belgio (Fiandre)     | 1                 |
| Canada               | 42                |
| Francia              | 5                 |
| Germania             | 1                 |
| Irlanda              | 3                 |
| Norvegia             | 3                 |
| Nuova Zelanda        | 1                 |
| Paesi Bassi          | 2                 |
| Regno Unito          | 4                 |
| Stati Uniti          | 22                |
| Svezia               | 16                |
| Svizzera             | 1                 |

### Classifiche di fine anno
| Classifica (1983) | Posizione |
| ----------------- | --------- |
| Belgio (Fiandre)  | 30        |
| Paesi Bassi       | 28        |
| Classifica (1984) | Posizione |
| Austria           | 24        |
| Francia           | 21        |
| Germania          | 21        |